# Fahnenmast

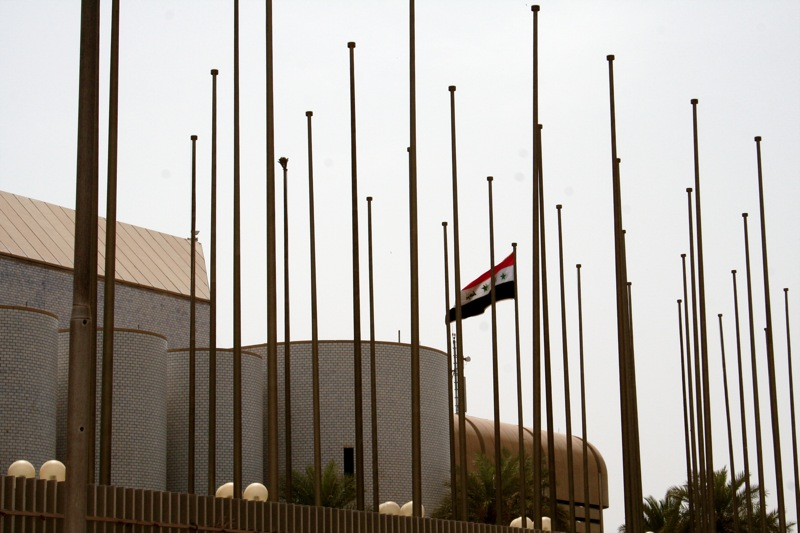
Flaggenmasten in Bagdad

Ein Fahnenmast oder Flaggenmast ist ein Mast aus Holz, Aluminium, Glasfaser, Kunststoff, in seltenen Fällen auch aus Stahl, an dem Fahnen und Flaggen gehisst werden. Die Fahne wird an einem Seil über eine Rolle in die Höhe gezogen.

## Allgemeines

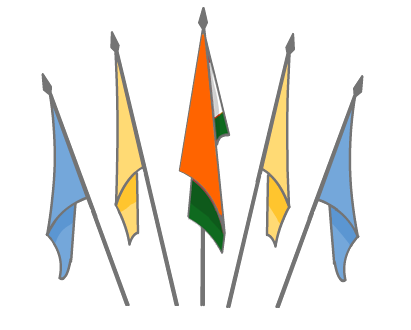
Gesetzlich in Indien geregelt: Die Position der Nationalflagge unter anderen Flaggen

Ein höherer Mast gibt einer Flagge in einer Gruppe von Flaggen einen höheren Status, weswegen in den meisten Ländern, wenn mehrere Nationalflaggen nebeneinandergesetzt werden, auf eine gleiche Höhe geachtet wird. Andere Staaten bevorzugen die eigene Flagge und heben sie durch einen höheren Mast hervor. Eine allgemein akzeptierte Abweichung von der Gleichheit der Höhe wird bei Siegerehrungen für Sportler durchgeführt. Die Nationalflaggen werden dann, entsprechend der Platzierung des Sportlers der jeweiligen Nation, in unterschiedlicher Höhe gesetzt.
Auch die Reihenfolge der Masten für einzelne Flaggen kann durch Verordnungen vorgegeben sein. Dabei unterscheidet man zum Beispiel Flaggen internationaler und überstaatlicher Organisationen, wie der Europäischen Union oder NATO, die eigene Nationalflagge, weitere Nationalflaggen und subnationale Flaggen. Als ein besonders ehrenvoller Platz gilt entweder die Mitte oder die (aus Sicht des Betrachters) erste Position von links. Vor dem Hauptquartier der Vereinten Nationen in New York werden die Flaggen der Mitgliedsländer an Masten in alphabetischer Reihenfolge (auf gleicher Höhe) gesetzt.
Stangen, die an Gebäuden schräg oder waagrecht befestigt sind, werden Flaggenstöcke genannt. Bei ihnen gelten dieselben Regeln betreffs Anordnung wie bei den freistehenden Masten.

## Auswahl an Masten mit einer Höhe ab 100 m
Diese Liste der höchsten Fahnenmasten enthält fertiggestellte Masten, die entweder freistehend oder gestützt sind. Die Höhe bezieht sich dabei ausschließlich auf den Mast selbst – Podeste, Gebäude oder andere Plattformen, die ihn zusätzlich anheben, werden nicht mitgerechnet. Da die Liste nicht vollständig ist, werden Fahnenmasten unter 120 m (390 ft) nicht in eine Rangfolge aufgenommen.
| Name / Platz                                      | Ort                      | Land                         | Höhe Fahnenmast (m) | Fertigstellung (Jahr) | Flaggengröße (m²) | Flaggenbreite (m) | Flaggenhöhe (m) | Flaggengewicht (kg) |
| ------------------------------------------------- | ------------------------ | ---------------------------- | ------------------- | --------------------- | ----------------- | ----------------- | --------------- | ------------------- |
| The People’s Square ⊙                             | Neue Hauptstadt Ägyptens | Ägypten                      | 202                 | 2021                  |                   | 60                | 40              |                     |
| National Flag Square Flagpole 2                   | Baku                     | Aserbaidschan                | 191                 | 2024                  | 2564              | 36                | 72              | 500                 |
| Sankt Petersburg Fahnenmasten                     | Sankt Petersburg         | Russland                     | 175                 | 2023                  |                   |                   |                 |                     |
| Fahnenmast von Dschidda                           | Dschidda                 | Saudi-Arabien                | 171                 | 2014                  | 1635              | 33                | 49,5            | 570                 |
| Boghi Partschami millij (Park der Nationalflagge) | Duschanbe                | Tadschikistan                | 165                 | 2011                  | 1800              | 30                | 60              | 700                 |
| Dövlət Bayrağı Meydanı (Platz der Staatsflagge)   | Baku                     | Aserbaidschan                | 162                 | 2010                  | 2450              | 35                | 70              | 350                 |
|                                                   | Kijŏng-dong              | Nordkorea                    | 160 (Gittermast)    | 1982                  |                   |                   |                 | 270                 |
| Holy Defence Garden Museum Flagpole               | Tehran                   | Iran                         | 150                 | 2012                  | 1008              | 42                | 24              |                     |
| Türkmenistanyň Baş Baýdagy                        | Aşgabat                  | Turkmenistan                 | 133                 | 2008                  | 2000              |                   |                 |                     |
|                                                   | Akaba                    | Jordanien                    | 130                 | 2004                  | 800               |                   |                 |                     |
| Raghadan-Fahnenmast                               | Amman                    | Jordanien                    | 126                 | 2003                  | 1800              |                   |                 |                     |
|                                                   | Abu Dhabi                | Vereinigte Arabische Emirate | 122                 | 2001                  | 800               |                   |                 |                     |
| Büyük Çamlıca Tepesi                              | Istanbul                 | Türkei                       | 111                 | 31. Januar 2021       | 1000              |                   |                 |                     |
|                                                   | Awaza                    | Turkmenistan                 | 100                 | 2013                  | 0600              | 20                | 30              |                     |

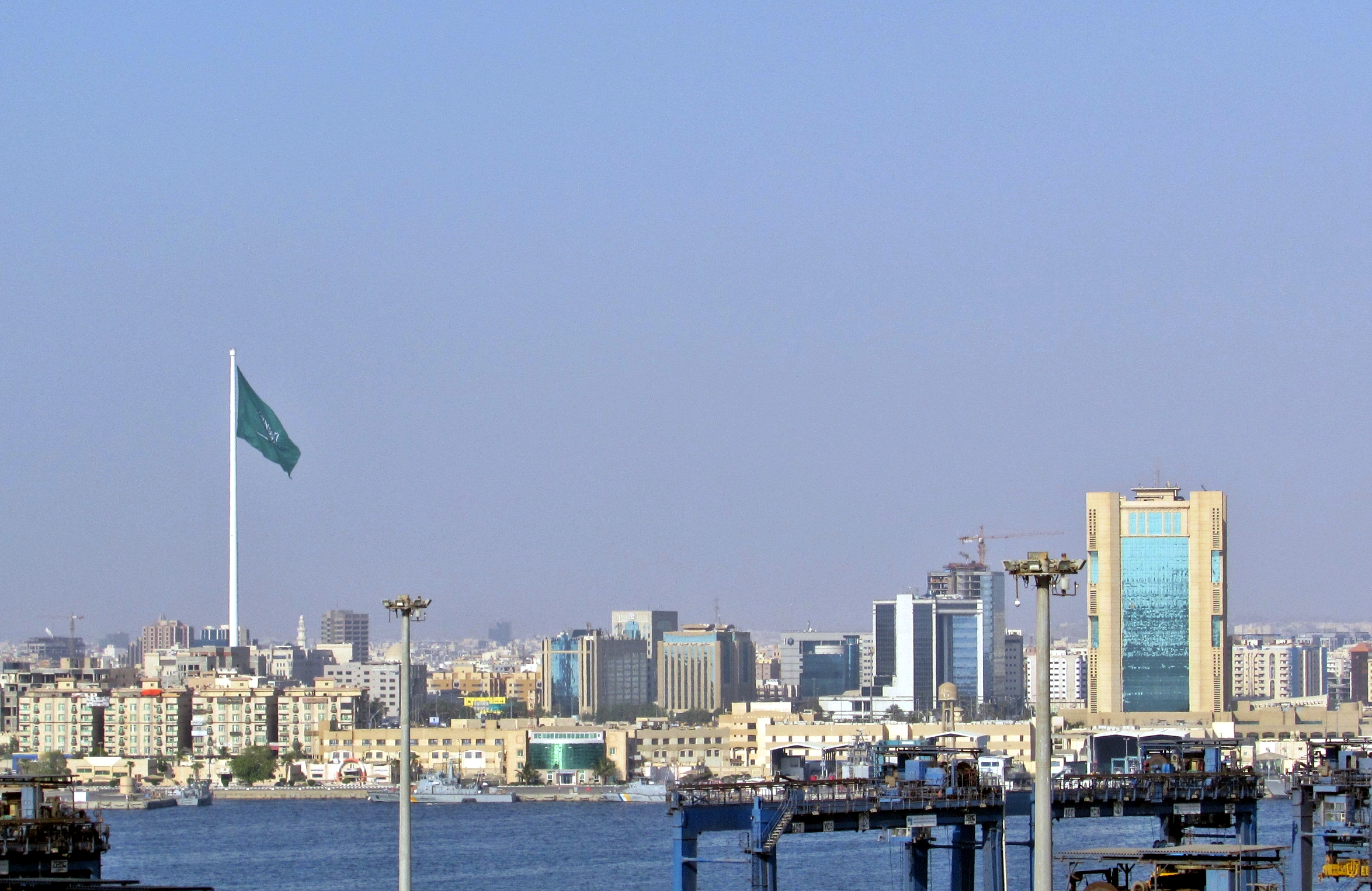
Dschidda (Saudi-Arabien)
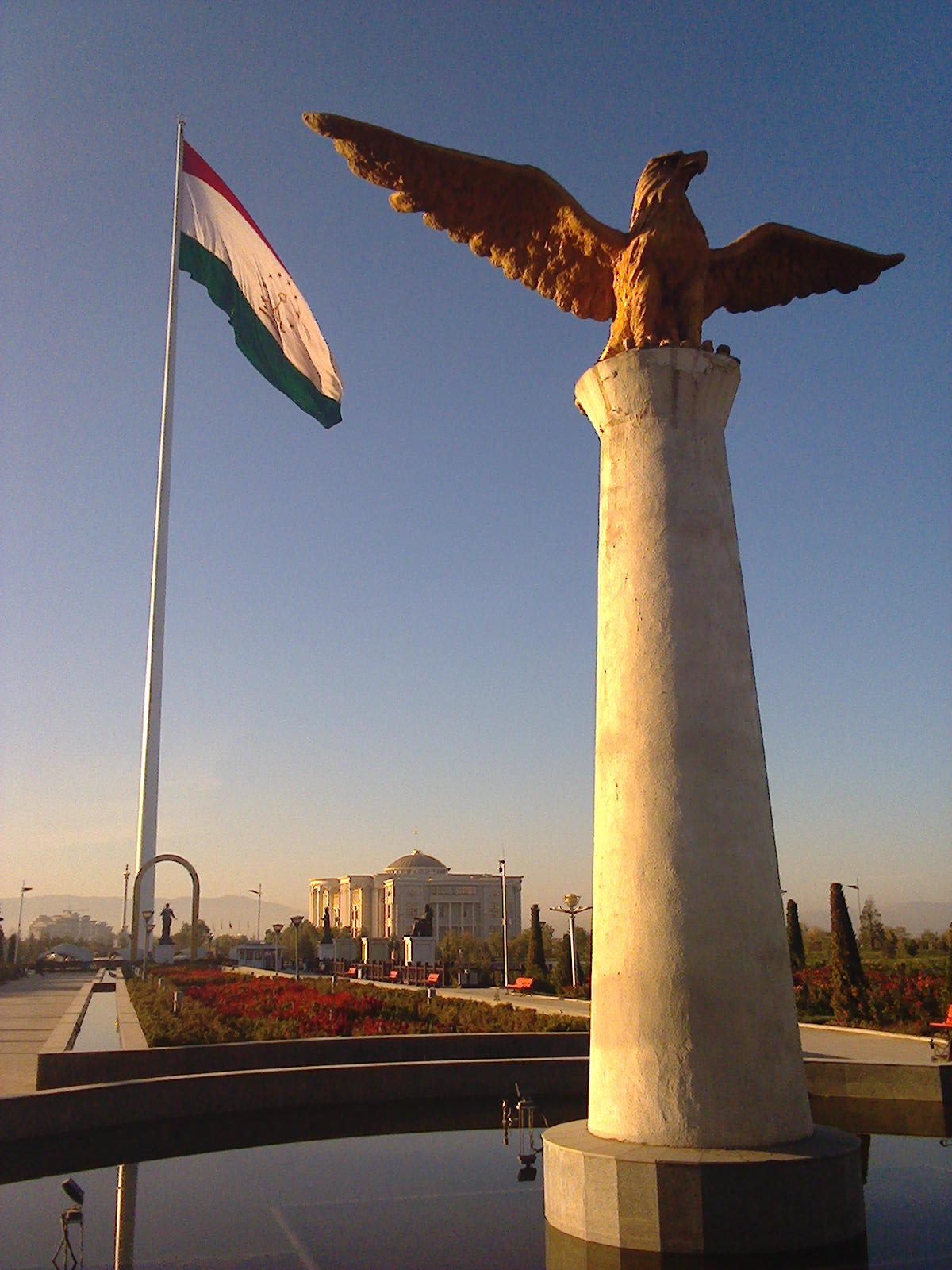
Duschanbe (Tadschikistan)
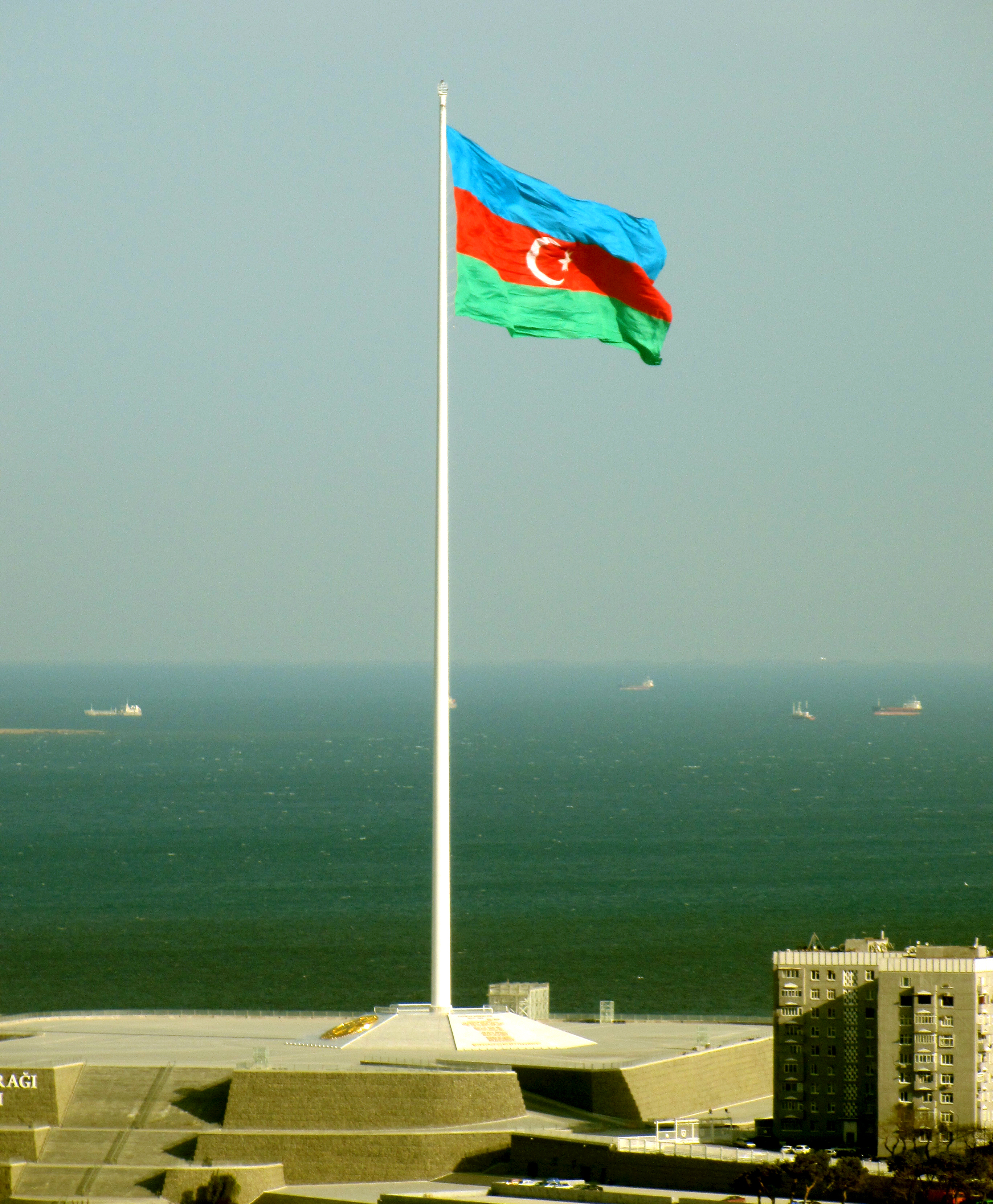
Baku (Aserbaidschan)
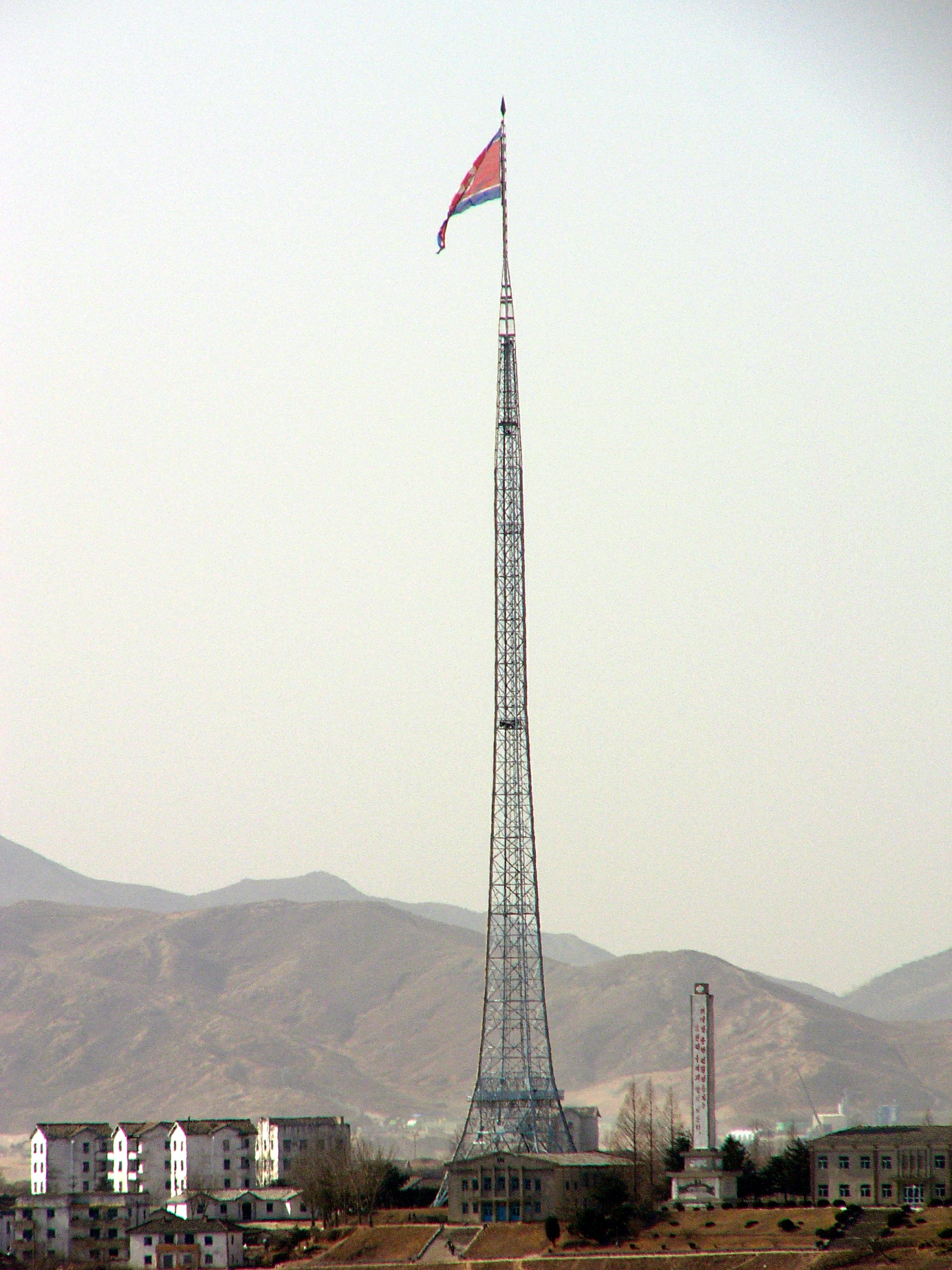
Kijŏng-dong (VR Korea)
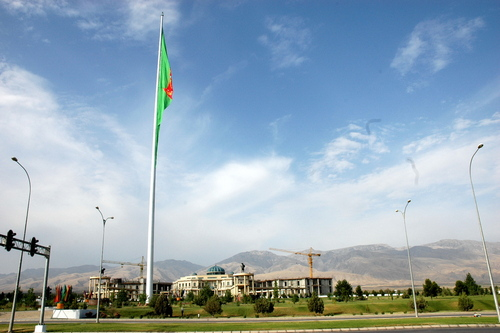
Aşgabat (Turkmenistan)
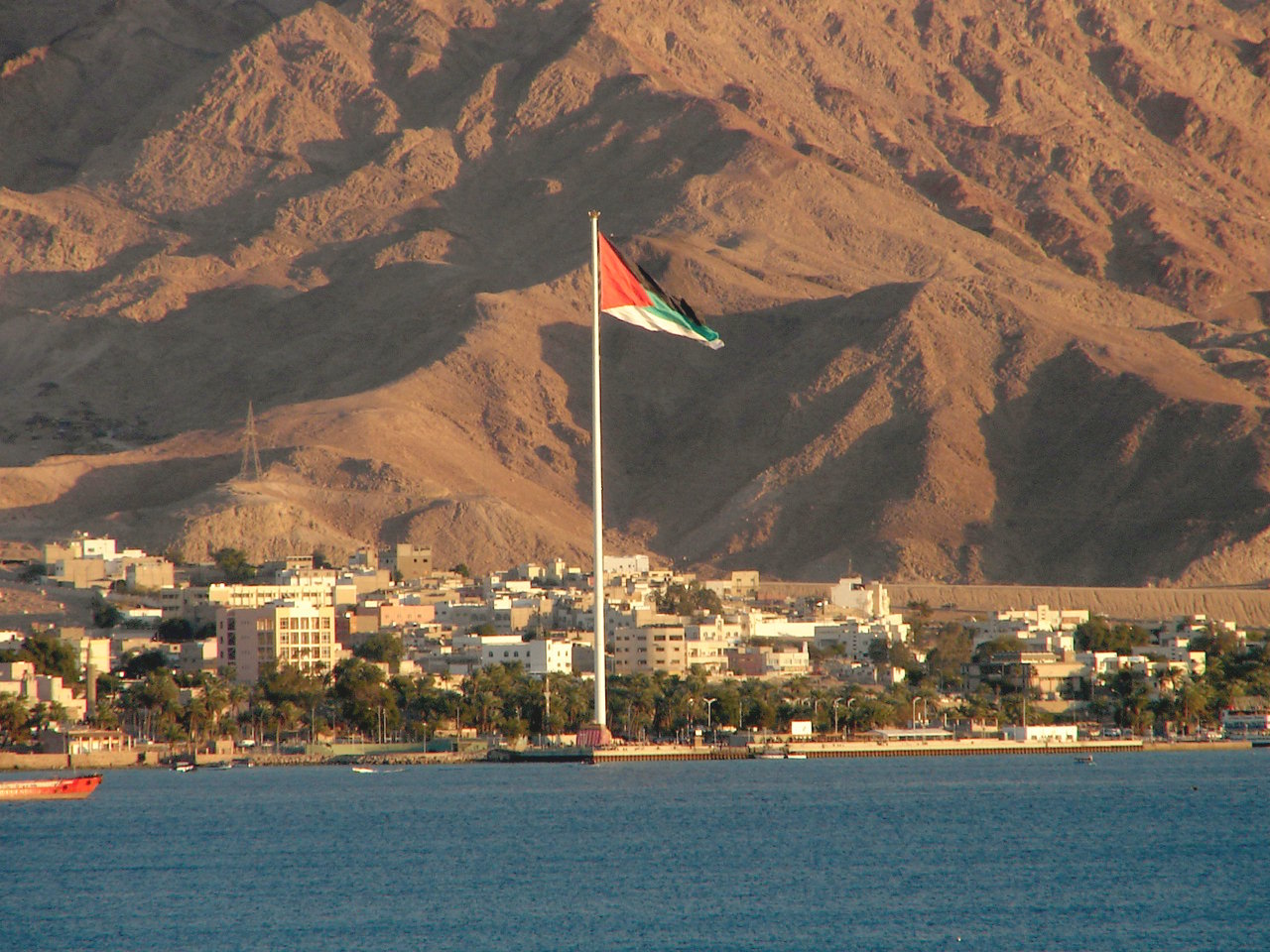
Akaba (Jordanien)
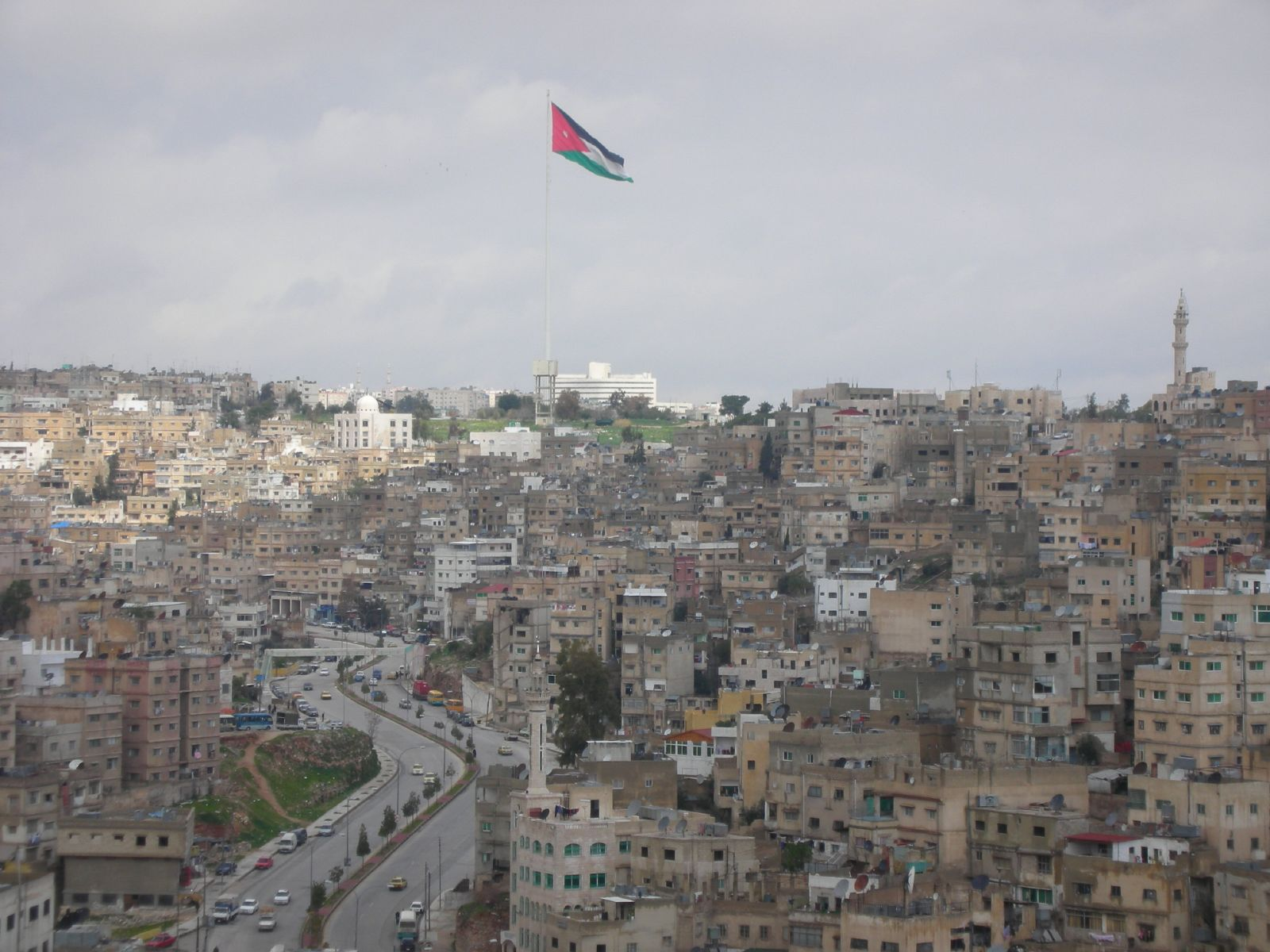
Amman (Jordanien)
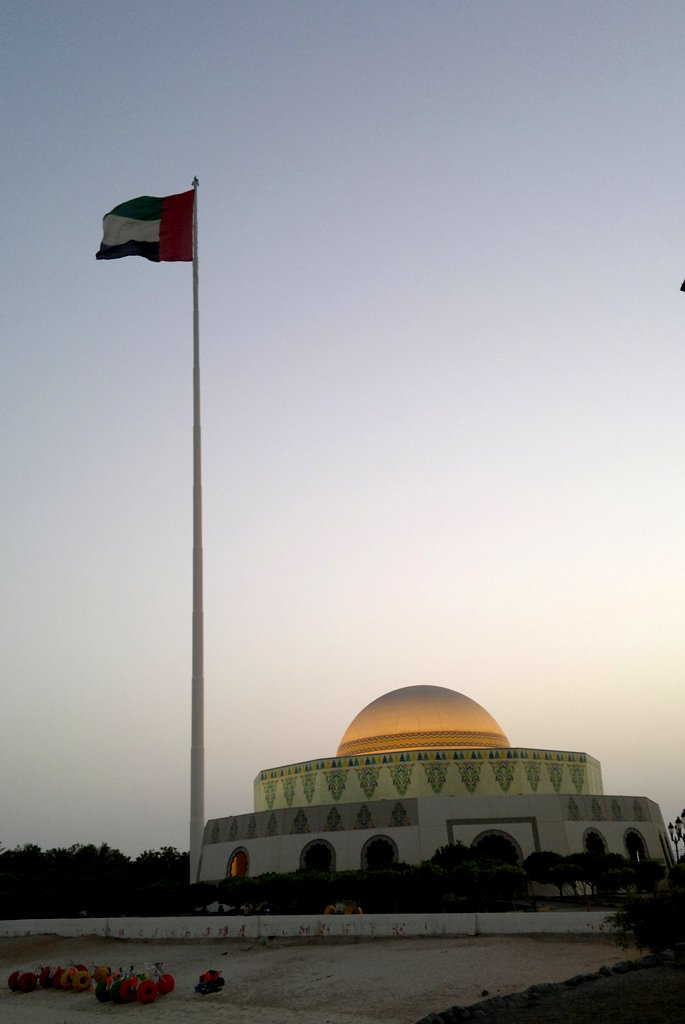
Abu Dhabi (VAE)
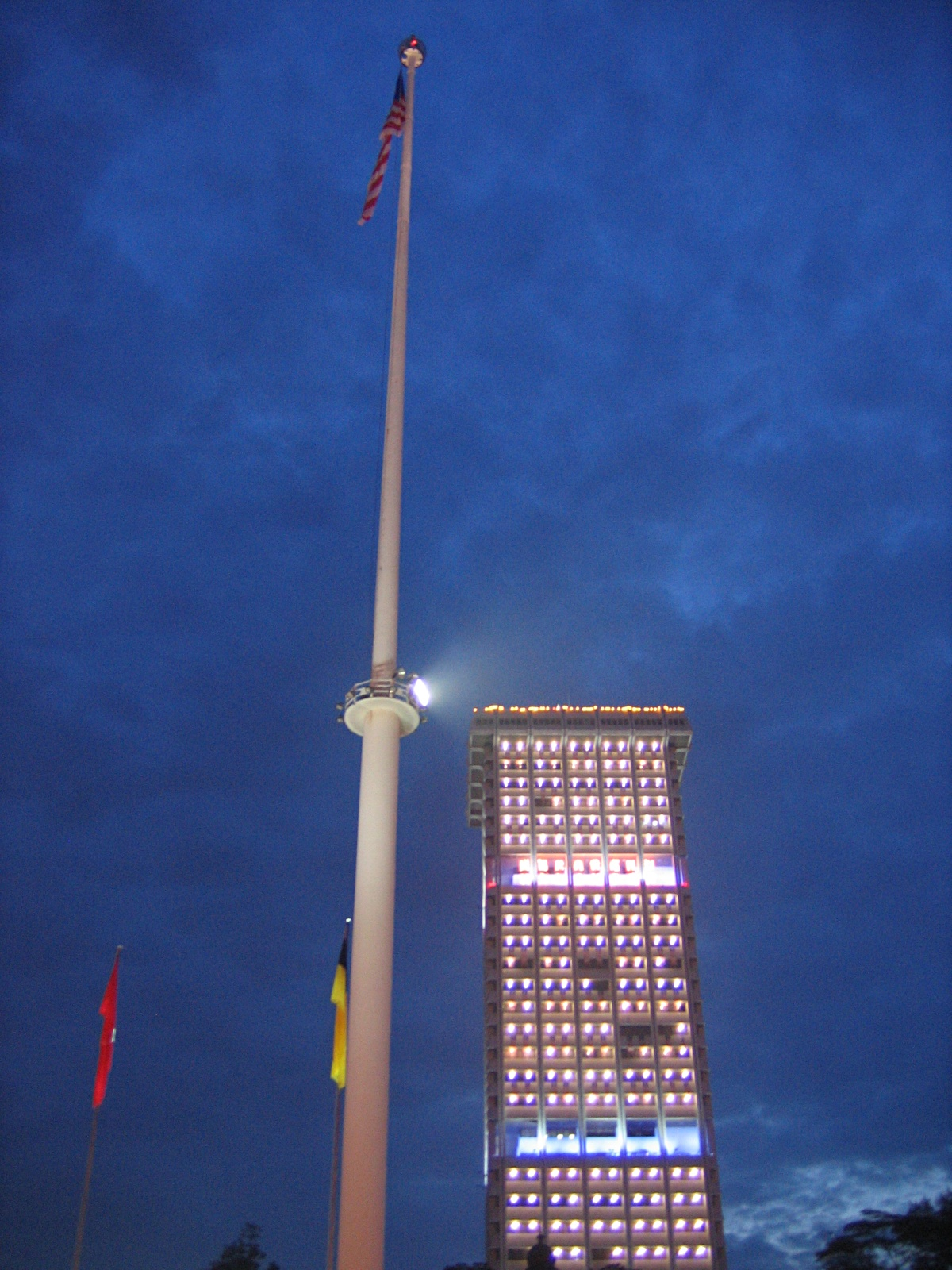
Kuala Lumpur (Malaysia)

## Flaggenmasten in Deutschland

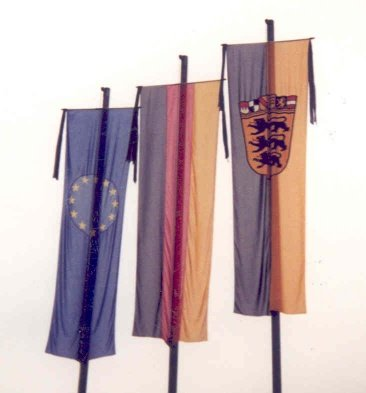
Die Flaggen Europas, Deutschlands und Baden-Württembergs in der korrekten Reihenfolge mit zusätzlichem Trauerflor

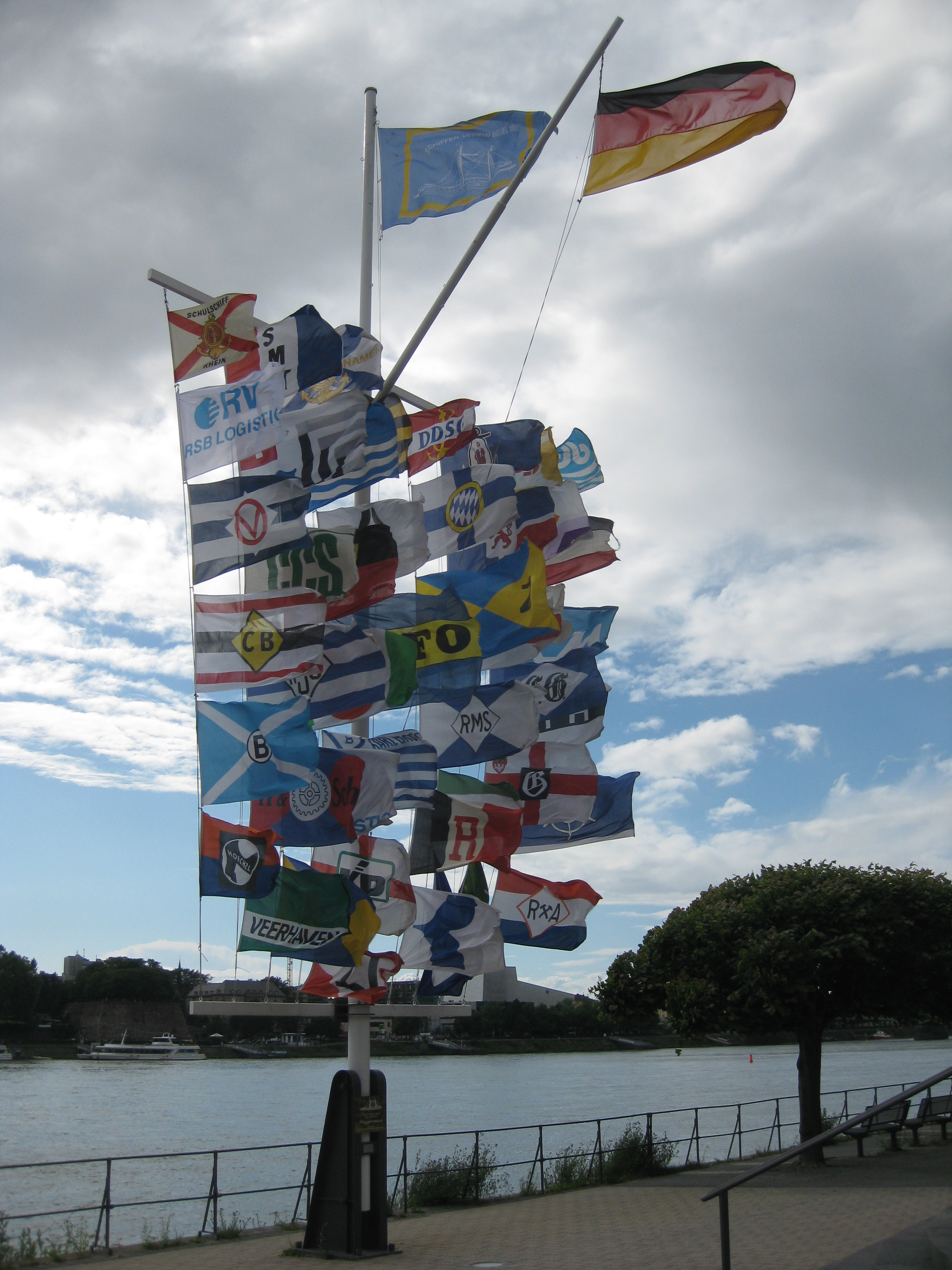
Flaggenmast des örtlichen Schiffervereins in Bonn-Beuel am Rhein

In Deutschland finden sich Fahnenmasten meist vor öffentlichen Gebäuden. Sind genügend Masten vorhanden, zeigen sie gemäß der geltenden Verordnungen von links nach rechts (aus Sicht des Betrachters) die Flagge Europas, die Bundesflagge, die Landesflagge und die Gemeindeflagge. Nationalflaggen anderer Staaten und Hoheitsgebiete werden bei Bedarf vor der deutschen Bundesflagge gesetzt.
Vor Unternehmenssitzen wird oft die Unternehmensflagge, gelegentlich zusammen mit der Nationalflagge, gezeigt. Vor allem in Schrebergärten benutzen Privatpersonen Flaggenmasten mit den unterschiedlichsten Flaggen. Es gibt keine gesetzlichen Vorgaben, wer einen Mast verwenden darf.
Während es heutzutage in Deutschland keine besonderen Vorschriften über die Färbung der Maste z. B. bei Hissen der Nationalflagge gibt, war dies in der Vergangenheit teilweise anders geregelt. Zu Beginn der Zeit des Nationalsozialismus waren Flaggenmasten in der Regel aus Holz. Ab dem Jahr 1933 wurden viele mit einem schwarz-weiß-roten Anstrich versehen. Durch die Witterung wurde der Mast dabei aber oft schnell unansehnlich, weswegen ab Oktober 1934 „reichseigene“ Flaggenmasten einfarbig gestrichen werden mussten. Durch eine Verfügung des Reichsinnenministeriums vom 26. Oktober 1934 wurde angeordnet, dass Masten auf Gebäuden in den Farben schwarz oder grau und auf öffentlichen Plätzen, Vorgärten usw. hellgrau oder weiß zu streichen seien. Gegen die Anbringung eines schwarz-weiß-roten Farbringes unter dem Kopf sei „dagegen nichts einzuwenden, sobald ein neuer Anstrich erforderlich ist“.
Besondere Fahnenmasten der Zeitgeschichte haben in Deutschland den Status eines geschützten Denkmals. Dazu gehören zum Beispiel die drei Fahnenmasten aus Zeiten der DDR vor dem Kulturpalast in Dresden.